# デュロック駅
デュロック駅 (デュロックえき、仏：Duroc) は、フランス・パリの6区、7区及び15区の境にあるメトロ (地下鉄) の駅。10号線と13号線を利用することができる。

## 概要
デュロック駅は、パリの地下鉄メトロの駅。10号線と13号線が利用可能である。パリ中央部のやや南寄り、6区、7区及び15区の境にあり、アンヴァリッド大通り、モンパルナス大通り及びセーヴル通りが交わるレオン＝ポール＝ファルグ広場に位置している。
1923年12月30日、10号線の駅として開業した。駅名は、ナポレオン・ボナパルトのもとで宮廷大元帥を務めたジェラール・クリストフ・ミシェル・デュロックにちなんで名付けられた。

## 歴史
- 1923年12月30日、メトロ10号線の駅として開業。
- 1937年7月27日、旧メトロ14号線の駅が開業。
- 1976年11月9日、旧メトロ14号線の駅がメトロ13号線に移管される。

## 駅周辺
- ネッケル小児病院 （Hôpital Necker - Enfants Malades）
- レオン＝ポール＝ファルグ広場 （Place Léon-Paul-Fargue）

## 隣の駅
パリメトロ
■10号線
セギュール駅 （Ségur） - デュロック駅 - ヴァノー駅 （Vaneau）
■13号線
サン＝フランソワ＝グザヴィエ駅 （Saint-François-Xavier） - デュロック駅 - モンパルナス＝ビヤンヴニュ駅 （Montparnasse — Bienvenüe）